# Laureliopsis
Laureliopsis is een geslacht uit de familie Atherospermataceae. Het telt een soort die van nature voorkomt in Chili en Argentinië. In Chili komt de soort voor in het gebied tussen de regio's Maule en Aysén.  

## Soorten
- Laureliopsis philippiana (Looser) R.Schodde

Atherosperma · 
Daphnandra · 
Doryphora · 
Dryadodaphne · 
Laurelia · 
Laureliopsis · 
Nemuaron